# 羽前沼澤站
羽前沼澤站（日语：／ Uzen-Numazawa eki */?）是位於山形縣西置賜郡小國町大字沼澤，東日本旅客鐵道（JR東日本）的米坂線車站。

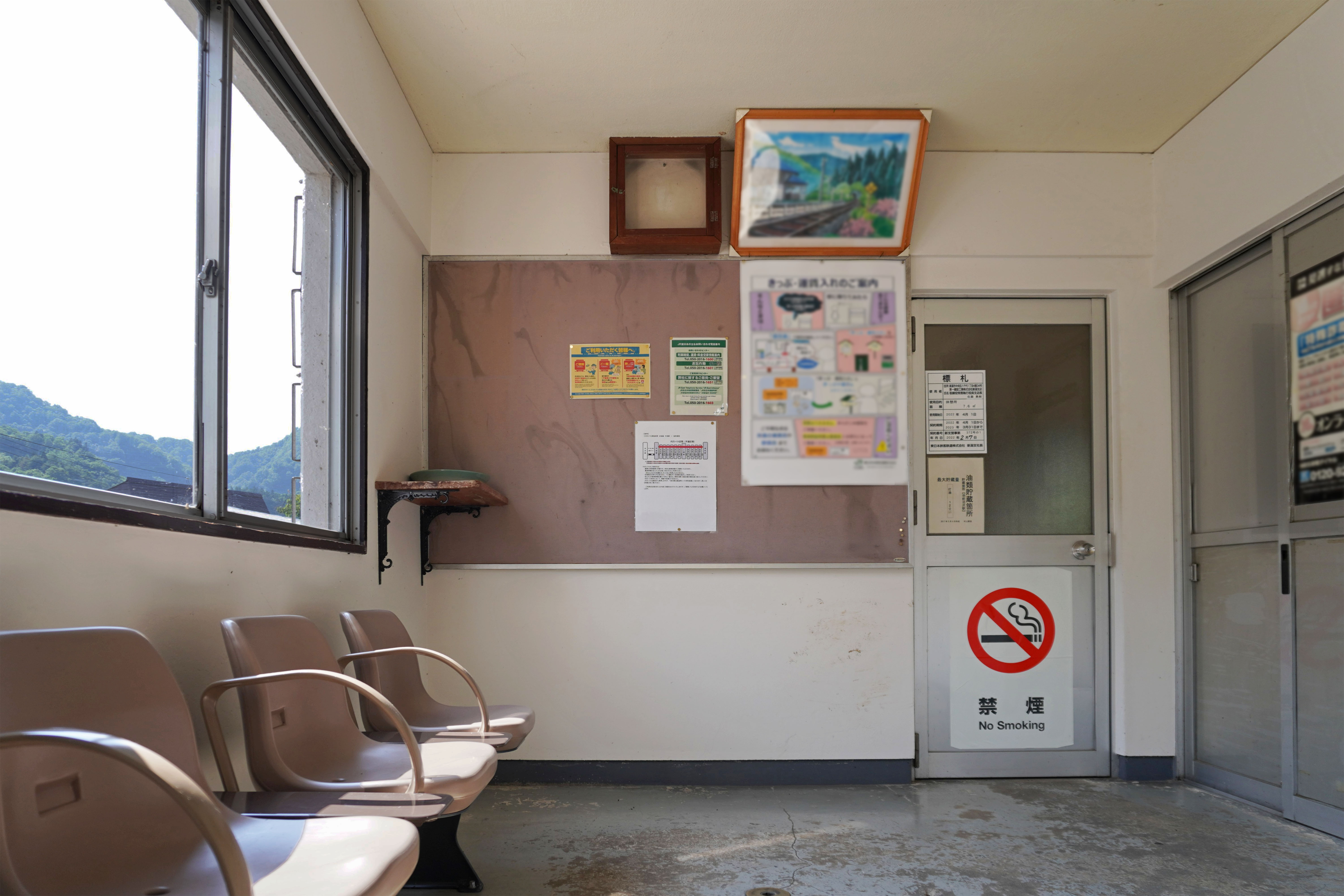
車站內部（2023年7月）

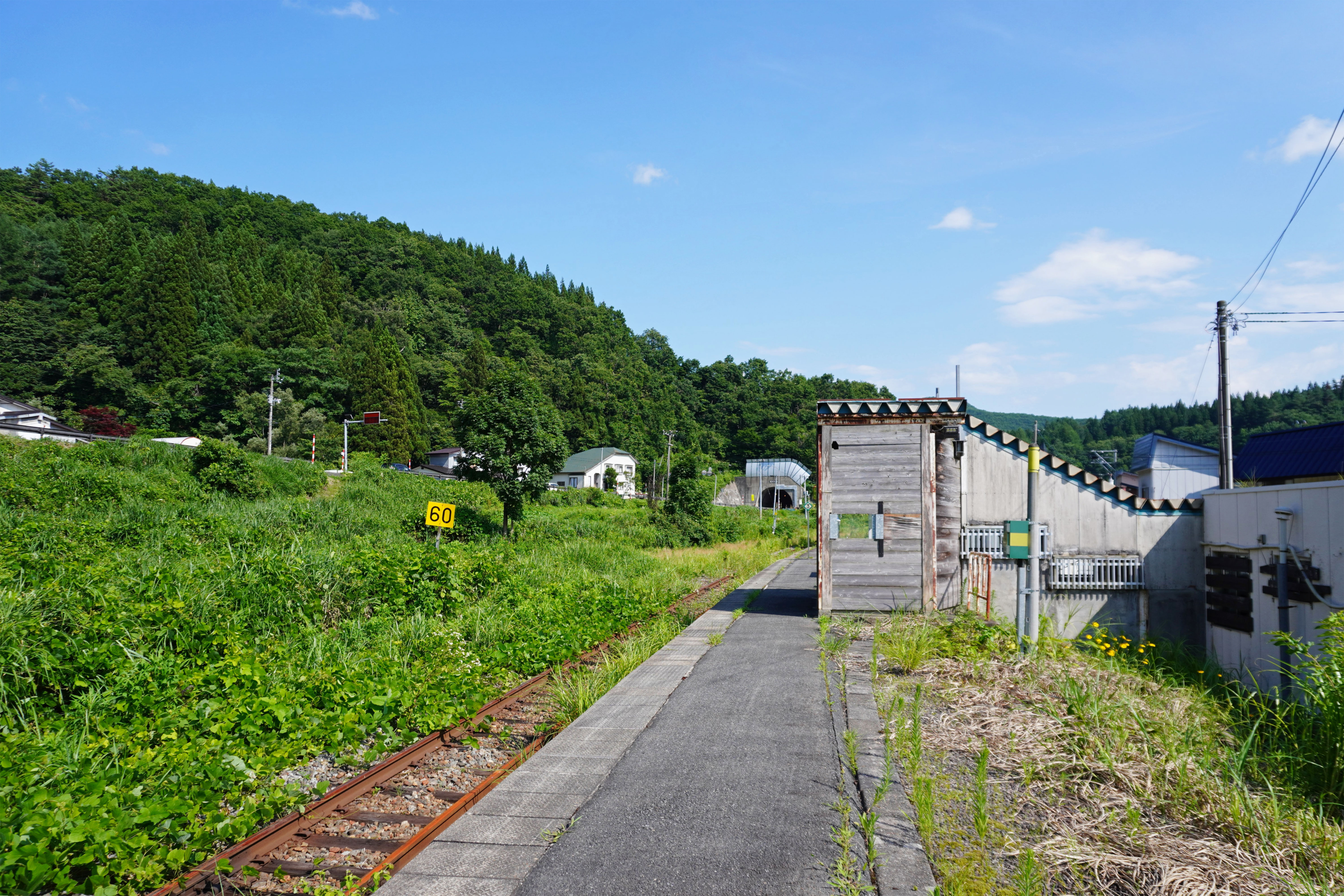
月台（2023年7月）

## 歷史
- 1933年11月10日：米坂東線手之子至此站之間開通，此站啟用[1]。
- 1935年10月30日：此站至小國之間開通。
- 1967年8月28日：發生羽越水災（日语：羽越豪雨），使米坂線全線不通。在車站內有372名團體乘客不能離開並在此站進餐[2]。
- 1983年2月28日：隨著引入CTC，此站成為無人車站。
- 1984年：站房重建[3]。
- 1987年4月1日：隨國鐵分割民營化，車站由東日本旅客鐵道（JR東日本）營運。

## 車站構造
車站是一座地面車站，設有1面1線的單式月台。此站曾經設有2面2線的相對式月台。舊月台與交會設備已經撤走。
此站是由小國站管理的無人車站。車站大樓內設有候車室和廁所。

## 使用狀況
根據「山形縣」的資料，在2004年度1日平均乘車人次為6人。
| 乘車人次變化 | 乘車人次變化 |
| 年度         | 1日平均人次  |
| ------------ | ------------ |
| 2000         | 13           |
| 2001         | 11           |
| 2002         | 10           |
| 2003         | 8            |
| 2004         | 6            |

## 車站周邊
- 國道113號（日语：国道113号）
- 羽前津川郵局
- 小國警署（日语：小国警察署 (山形県)）沼澤駐在所

## 相鄰車站
東日本旅客鐵道（JR東日本）
■米坂線
□快速「紅花」、■普通
手之子－羽前沼澤－伊佐領

## 注腳
1. ↑  日本《官報》第2054號「鐵道省告示第512號」，1933年11月4日：第65頁。
2. ↑  「国鉄もダイヤ乱れる」『朝日新聞』昭和42年（1967年）8月29日夕刊、3版、1面
3. ↑  宮脇俊三. 原田勝正 , 编. . 小學館. 1984-02: 72. ISBN 4093951039 （日语）.
4. ↑  『山形県の鉄道輸送』平成26年度版 - 山形県 （页面存档备份，存于）（日語）

## 外部連結
- 車站資訊（羽前沼澤）：東日本旅客鐵道（日語）